# Гарофало, Карло Джорджо
Ка́рло Джо́рджо Гаро́фало (итал. Carlo Giorgio Garofalo; 5 августа 1886, Рим — 6 апреля 1962, Рим) — итальянский композитор и органист.

## Биография
Учился в Риме у Станислао Фальки (композиция), Чезаре Де Санктиса (теория), Ремиджо Ренци и Сальваторе Сайджи (орган). Пробовал себя как хоровой дирижёр (в частности, в 1904 г. руководил хором на концерте духовной музыки в рамках богословского конгресса в честь 50-летия признания догмата о непорочном зачатии Девы Марии).
В 1910—1912 гг. работал органистом в Бостоне, затем вернулся в Рим и в течение 22 лет исполнял обязанности органиста в римской синагоге.
Наиболее востребованной частью композиторского наследия Гарофало стали мессы, исполнявшиеся в соборах различных итальянских городов. «Романтическая симфония» Гарофало, начатая им в США, была впервые исполнена в 1915 г. Сент-Луисским симфоническим оркестром под управлением Макса Заха, позднее отдельные части звучали также в Италии под управлением Туллио Серафина и Карло Цекки. Симфоническая поэма «Амина» была исполнена в 1923 г. Симфоническим оркестром Августео, концерт для скрипки с оркестром входил в репертуар Реми Принчипе. Единственная опера Гарофало осталась не поставленной.
В поздние годы Гарофало преподавал композицию в Национальной академии Санта-Чечилия — среди его учеников, в частности, Вярослав Санделевский.
В 1999 г. Романтическая симфония и Концерт для скрипки с оркестром Гарофало были исполнены в Москве Новым Московским симфоническим оркестром под управлением Джоэла Шпигельмана (солист Сергей Стадлер), этот концерт был записан и выпущен на диске лейблом Marco Polo, вызвав, однако, весьма неоднозначную реакцию критики.